# Robert Dorr
Robert Dorr (ur. 4 września 1835 w Kmiecinie, zm. 21 lutego 1919 w Elblągu) – niemiecki historyk, matematyk i prekursor archeologii w Elblągu.

## Życiorys
Syn zamożnego chłopa (Hofbeitzer) z Kmiecina. Po ukończeniu elbląskiego Gimnazjum studiował w Królewcu historię, geografię i filologię klasyczną; jego nauczycielami byli m.in. Friedrich Wilhelm Schubert, Wilhelm von Giesebrecht, Ludwig Friedländer i Karl Lehrs. Po uzyskaniu doktoratu (1861) otworzyła się przed nim możliwość kariery uniwersyteckiej w Monachium, gdzie chciał go zabrać ze sobą prof. Giesebrecht. Na prośbę matki pozostał jednak w Prusach i w roku 1862 rozpoczął pracę w elbląskiej Miejskiej Szkole Realnej (od 1882 Gimnazjum Realne), najpierw jako nauczyciel zwyczajny a później jako profesor, w roku 1902 przechodząc na emeryturę. W latach 1883–1884 był wiceprzewodniczącym Elbląskiego Towarzystwa Starożytności (Elbinger Altertumsgesellschaft – E.A.G.), ponadto członkiem klubu-kasyna Ressource Humanitas oraz mistrzem honorowym loży wolnomularskiej. Wraz z objęciem funkcji przewodniczącego w roku 1884 został też kustoszem elbląskiego Muzeum Miejskiego, które w okresie jego kierownictwa przeszło znaczną ewolucję. Dorr był niezwykle wszechstronnym i czynnym naukowcem – oprócz prac stricte historycznych opublikował też artykuły z dziedziny geografii, matematyki i fizyki, publikował też w rodzinnym dialekcie Plattdeutsch. Jednak największe uznanie przyniosły mu badania pradziejowe, szczególnie cmentarzysk na Polu Nowomiejskim, Srebrnej Górze koło Łęcza i Elblągu Kamionce – Żytnie. Trzykrotnie został uhonorowany odznaczeniami państwowymi za „wybitne dokonania na polu badań historycznych i starożytniczych”. Przyjaźnił się i współpracował m.in. z Ottonem Tischlerem, Hugo Conwentzem, Adalbertem Bezzenbergerem, Gustawem Kossiną i toruńskim historykiem Arthurem Semrauem (którego był teściem). Utrzymywał stałe kontakty z Zachodniopruskim Muzeum Prowincjonalnym w Gdańsku, z Prussia Museum w Królewcu – obydwa ośrodki mianowały go swoim członkiem korespondencyjnym – oraz muzeami w Berlinie, Moguncji i Norymberdze, gdzie uznawany był za jednego z pionierów archeologii pruskiej. W roku 1915 uniwersytet królewiecki dokonał uroczystego odnowienia jego dyplomu doktorskiego. Po rezygnacji z funkcji w roku 1916 został honorowym przewodniczącym E.A.G.
Na grodzisku w Łęczu stoi upamiętniający go obelisk, postawiony w setną rocznicę urodzin. W 2004 w Suchaczu powstało Towarzystwo Turystyczne i Historyczne im. prof. Roberta Dorra.